# Říše slunce (kniha)
Říše slunce (1928, Государство Солнца) je dobrodružný historický román pro mládež, který napsal ruský sovětský spisovatel Nikolaj Smirnov. Ústřední postavou románu je slovenský šlechtic Moric August Beňovský, rodák z Vrbové v Nitranské župě. Ten v knize vystupuje pod jménem Bespojsk a je v ní vylíčen jako revolucionář navazující na utopické socialisty, jejichž sny se snaží na Madagaskaru uvést v život (ve spolupráci se přátelenými domorodými kmeny zde chce vybudovat říši blahobytu a spokojenosti – Říši slunce).

## Obsah románu
Příběh románu začíná v osadě Bolšereck na Kamčatce roku 1770 a je vyprávěn očima čtrnáctiletého chlapce Ljoňky (Leonida), který se zde narodil jako syn vyhnance. Když hrabě Bespojsk, poslaný sem do vyhnanství za účast v polském protiruském povstání, vyvolá vzpouru, je Ljoňkův otec zabit. Ljoňka se proto rozhodne odjet z Kamčatky společně s ostatními vyhnanci na lodi Petr. Sledujeme jeho plavbu kolem Beringova ostrova a pak přes Japonsko na ostrov Formosa (Tchaj-wan), pak do Macaa a odtud do Evropy.
Ljoňa následuje Bespojska i při jeho expedici na Madagaskar, kam ho poslal francouzský král Ludvík XV., a je svědkem toho, jak se zde Bespojsk snaží po vzoru Slunečního státu Tommase Campanelly vybudovat spravedlivý sociální stát – Řiši slunce. Bespojského činnost však vyvolá závist a nepřátelství jiných koloniálních úředníků, kteří kolonie využívají jen pro své obohacení. Bespojsk se proto roku 1776 rozhodne vystoupit ze služeb krále a s francouzskými úřady jednat jako rovný s rovným na základě pověření madagaskarského lidu. Je domorodci zvolen za ampansakabého (tj. krále) Madagaskaru a rozhodne se odjet zpět do Evropy, aby tam přesvědčil některou vládu o možnostech oboustranně výhodného obchodu a aby získal vzdělané lidi, kteří by pomohli při civilizačním díle na Madagaskaru.
Již dvacetiletý Ljoňa zůstane na Madagaskaru a společně s ostatními osadníky čeká marně na Bespojského návrat. Ten se vrací až roku 1785, když je Ljoňkovi téměř třicet let. Je nyní zástupcem Velké Británie, na kterou se obrátil, když se svými záměry neuspěl ve Francii, v Rakousku a ani v USA. To vyvolá velkou nelibost Francouzů, kteří roku 1786 vyšlou na Madagaskar trestnou výpravou. Při boji s francouzskými vojáky Bespojsk padne.
Ljoňa se dostane zpět do Francie, je svědkem vydání Bespojského deníků a vypuknutí francouzské revoluce. 	

## Česká vydání
- Sluneční říše, Dědictví Komenského, Praha 1937, přeložil Bohumil Korecký.
- Říše slunce, Albatros, Praha 1976, přeložila Olga Ptáčková-Macháčková.